# Katherine Parkinson
Laura Katherine Parkinson (* 9. března 1978, Cambridge, Anglie, Spojené království) je anglická herečka a komička. Její nejznámější role je Jen Barberová v seriálu vysílaném na Channel 4, Ajťáci. Píše skeče pro svou kamarádku Katy Brandovou, se kterou se zná již od studií na Oxfordu.

## Kariéra
Studovala na dívčí škole Tiffin v Londýně a poté studovala klasickou literaturu na St Hilda's College v Oxfordu. Pak se přestěhovala a začala chodit na londýnskou akademii hudebních a dramatických umění, kde poprvé potkala Chrise O'Dowda, svého pozdějšího kolegu ze seriálu Ajťáci.
Během studií hrála ve hře The Age of Cosent. Její další herecká kariéra probíhala po boku britských herců jako Martin Clunes a Julie Waltersová. V roce 2007 se objevila v novém překladu Čechovovy hry Racek v Royal Court Theatre v Londýně spolu s Kristin Scott Thomas a Mackenziem Crookem. V letech 2010-2011 se objevila ve hře Season's Greetings v Královském národním divadle a v roce 2011 jako Lady Teazle ve hře The School for Scandal (režie Deborah Warnerová) v Barbican Centre.
Nedávno napsala skeče pro show své kamarádky Katy Brandovou, kterou zná už od studií na Oxfordu. Objevila se v několika pořadech BBC Radio 4.
Také si spolu se svými kolegyněmi a komičkou Amandou Abbingtonovou zahrála v reklamě pro Maltesers.
V roce 2009 se na Nový rok objevila v celovečerní epizodě seriálu Jonathana Creeka s názvem The Grinning Man, která se vysílala ve Velké Británii. Na konci roku 2009 se objevila v oceňované hře Cock v Royal Court Theatre.
V roce 2008 spolu s Sylvesterem McCoyem namluvila roli Daniky Meanwhile pro audiozáznam Doctora Who s názvem '3○The Death Collectors.
Od druhé do čtvrté série si zahrála v seriálu Doktor Martin, kde hrála doktorovu recepční. V březnu 2011 bylo v tisku oznámeno, že v páté sérii bude mít doktor novou recepční a potvrdili, že program opustila.
V roce 2009 se za třetí sérii Ajťáků stala jednou z nejlépe placených hereček Channel 4.
V roce 2010 namluvila reklamní kampaň pro šampony Herbal Essences.
Hraje jednu z hlavních rolí v třídílném seriálu BBC, The Great Outdoors, který se poprvé vysílal 28. července 2010.

## Osobní život
Její matka učila angličtinu na dívčí škole James Allen's, než v roce 2009 odešla do Cornwallu.
V roce 2007 oznámila své zasnoubení s komikem Harrym Peacockem. V prosinci 2009 během děkovné řeči při British Comedy Awards, kde získala ocenění nejlepší televizní komediální herečka, již označila Harryho jako svého manžela.

## Film
| Rok  | Název                                              | Role             |
| ---- | -------------------------------------------------- | ---------------- |
| 2006 | Hard to Swallow                                    | Katie            |
| 2007 | Christmas at the Riviera                           | Vanessa          |
| 2008 | Lekce neslušného chování                           | Marion Whittaker |
| 2008 | Jak se zbavit přátel a zůstat úplně sám            | PR žena          |
| 2009 | Piráti na vlnách                                   | Felicity         |
| 2009 | Kolej Sv. Trajána 2: Legenda o zlatu rodu Frittonů | Učitelka fyziky  |

## Televize
| Rok       | Název                       | Role           | Poznámky                                               |
| --------- | --------------------------- | -------------- | ------------------------------------------------------ |
| 2005      | Ředitelka                   | Vicky Foley    | TV film                                                |
| 2005      | Casualty                    | Helen Gibbons  | Epizoda "The Long Goodbye"                             |
| 2005      | Komparz                     | Žena ve frontě | Epizoda "Ross Kemp and Vinnie Jones"                   |
| 2005–2009 | Doktor Martin               | Pauline Lamb   | Druhá až čtvrtá série                                  |
| 2006–2010 | Ajťáci                      | Jen Barber     | Hlavní role                                            |
| 2007      | Fear, Stress & Anger        | Gemma          | Hlavní role                                            |
| 2008–2009 | Katy Brand's Big Ass Show   | Různé role     | 2.- 3. série                                           |
| 2009      | Jonathan Creek              | Nicola         | Speciální epizoda na Nový rok 2009: "The Grinning Man" |
| 2009      | The Old Guys                | Amber          | Hlavní role                                            |
| 2010      | The Great Outdoors          | Sophie         | Hlavní role                                            |
| 2010      | Whites                      | Caroline       | Hlavní role- manažerka restaurace                      |
| 2011      | Psychoville                 | Fiona          | 2. série, 5. epizoda                                   |
| 2011      | Comedy Showcase: Coma Girl  | Pip            | 3. série, 2. epizoda                                   |
| 2011      | The Bleak Old Shop of Stuff | Conceptiva     |                                                        |
| 2012      | Sherlock                    | Kitty Riley    | 2. série, 3. epizoda: "The Reichenbach Fall"           |

## Rozhlas
| Rok  | Název                                           | Role          |
| ---- | ----------------------------------------------- | ------------- |
| 2012 | Diary of a Nobody                               | Carrie Pooter |
| 2012 | Welcome to Our Village, Please Invade Carefully | Katrina       |